# Aarne Tarkas
Aarne Tarkas (19 de diciembre de 1923-7 de octubre de 1976) fue un director, guionista y actor finlandés.

## Biografía
Su verdadero nombre era Aarne Saastamoinen, y nació en Pori, Finlandia. En el año 1947 adoptó el nombre artístico de Tarkas, nombre del héroe de la serie marciana de libros escritos por Edgar Rice Burroughs. Ese mismo año se graduó en economía en la escuela de comercio de la Universidad Aalto. Después fue gerente de publicidad en la productora Suomi-Filmin durante tres años y secretario editorial de la publicación cinematográfica Uutisaitta.
Inició su carrera en el cine como guionista en la película de Matti Kassila Radio tekee murron (1951), recibiendo un Premio Jussi por su trabajo. En el año 1952 fundó la compañía Junior-Filmi, que produjo un film de renombre internacional, Valkoinen peura. Tarkas escribía guiones con rapidez, y en sus mejores años trabajó en cinco películas al año. En total trabajó en 35 guiones cinematográficos, tres más que su competidor en Suomi-Filmin, Reino Helismaa.
Tarkas contribuyó, en su trabajo como cineasta, en el inicio de la carrera de actores como Risto Mäkelä, Jussi Jurkka, Spede Pasanen, Leo Jokela, Tommi Rinne, Liana Kaarina y Esko Salminen. Sus mayores éxitos fueron Yö on pitkä (1952) y Olemme kaikki syyllisiä (1954). Dirigió un total de 33 largometrajes, así como algunas series de televisión a finales de los años 1960.
Aarne Tarkas falleció en 1976 en Denia, España, a causa de un infarto agudo de miocardio. Tenía 52 años de edad.

## Filmografía (selección)
- 1952 : Yö on pitkä
- 1954 : Kovanaama
- 1954 : Olemme kaikki syyllisiä
- 1955 : Sankarialokas
- 1955 : Villi Pohjola
- 1956 : Jokin ihmisessä
- 1956 : Rintamalotta
- 1956 : Tyttö lähtee kasarmiin
- 1957 : Herra sotaministeri
- 1957 : Vihdoinkin hääyö...
- 1958 : Kulkurin masurkka
- 1958 : Paksunahka
- 1958 : Sotapojan heilat
- 1959 : Ei ruumiita makuuhuoneeseen
- 1959 : Vatsa sisään, rinta ulos!
- 1960 : Isaskar Keturin ihmeelliset seikkailut
- 1960 : Kankkulan kaivolla
- 1960 : Nina ja Erik
- 1960 : Opettajatar seikkailee
- 1960 : Pekka ja Pätkä neekereinä
- 1961 : Minkkiturkki
- 1961 : Oksat pois...
- 1961 : Olin nahjuksen vaimo
- 1961 : Tyttö ja hattu
- 1961 : Tähtisumua
- 1962 : Hän varasti elämän
- 1962 : Naiset, jotka minulle annoit
- 1962 : Älä nuolase...
- 1963 : Teerenpeliä
- 1963 : Turkasen tenava!
- 1963 : Villin Pohjolan kulta
- 1963 : Villin Pohjolan salattu laakso
- 1966 : Johan nyt on markkinat!

### Cine de animación
- 1963 : The Sword in the Stone (director de doblaje en 1965)